# 청양 장곡사 하 대웅전
청양 장곡사 하 대웅전(靑陽 長谷寺 下 大雄殿)은 대한민국 충청남도 청양군 장곡사에 있는, 조선 시대의 불교 건축물이다. 1963년 1월 21일 대한민국의 보물 제181호로 지정되었다.

## 개요
장곡사는 칠갑산에 있는 절로 신라 후기 보조국사가 세웠다고 한다. 자세한 연혁은 전하지 않으나 조선 정조 1년(1777) 고쳐 짓고 고종 3년(1866)과 1906년, 1960년에 크게 고쳐지어 오늘에 이르고 있다.
이 절은 지형을 따라 위아래에 2개의 대웅전이 있는 특이한 배치를 하고 있다. 상·하 대웅전은 서로 엇갈리게 배치되었는데, 하대웅전은 상대웅전보다 훨씬 낮은 곳에 동남향으로 자리잡고 있다.
하대웅전은 조선 중기에 지은 것으로 앞면 3칸·옆면 2칸 크기이다. 지붕은 옆면에서 보면 사람 인(人)자 모양의 맞배지붕을 하고 있으며, 지붕 처마를 받치는 장식구조가 기둥 위와 기둥 사이에도 있는 다포양식이다. 소박한 맞배지붕에 화려한 다포 양식을 가미한 것은 보기 드문 예이다.
건물 안쪽에는 상대웅전이 전돌을 깐 것과 달리 마루를 깔았고 불단에는 청양 장곡사 금동약사여래좌상(보물 제337호)을 모시고 있는데, 이는 고려 후기의 것으로 알려져 있다.

## 사진

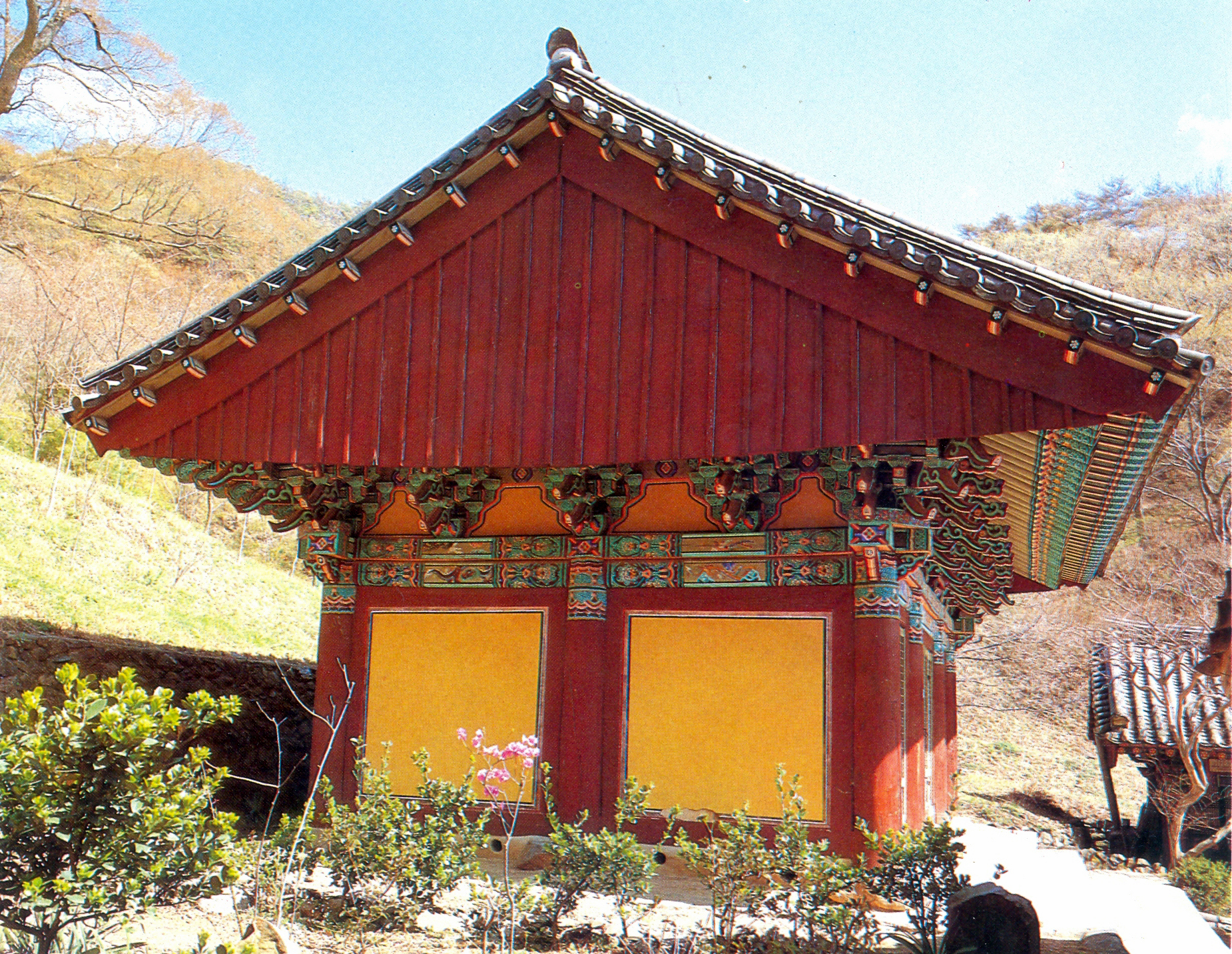
대웅전 옆모습
금동약사여래좌상

## 같이 보기
- 청양 장곡사 상 대웅전

## 참고 자료
- 청양 장곡사 하 대웅전 - 국가유산청 국가유산포털